# Сасебо

Сасебо́ (яп. 佐世保市, させぼし, МФА: [sasebo ɕi̥]?) — місто в Японії, в префектурі Нагасакі.     Отримало статус міста 1902 року. Площа становить 426,47 км². Станом на 1 серпня 2011 року населення складало 259 805  осіб, густота населення — 609 осіб/км².     

## Історія
Територія Сасебо була заселена з давніх-давен. У печері місцевого монастиря Семпуку був знайдений глечик з квасолеподібним орнаментом, один з найстаріших керамічних виробів Японії, датований 11 тисячоліттям до Р. Х..
У 1889–1945 роках, в часи існування Японської імперії в місті розташовувалася база Імперського флоту Японії. З другої половини 20 століття тут квартируються частини ВМС Сил Самооборони Японії.
Сасебо отримало статус міста 1 квітня 1902 року.